# École Geisendorf
Pour les articles homonymes, voir Geisendorf.
L'école Geisendorf est un bâtiment scolaire située sur le territoire de la commune de Genève, en Suisse.

## Situation
L'école se trouve dans le quartier de la Servette, au centre du parc homonyme. Il accueille trois écoles distinctes, à savoir les écoles Geisendorf central, Poterie et Faller, pour un total d'environ 540 élèves. Le bâtiment est inscrit comme bien culturel suisse d'importance nationale.